# FABP12
FABP12 (англ. Fatty acid binding protein 12) – білок, який кодується однойменним геном, розташованим у людей на 8-й хромосомі. Довжина поліпептидного ланцюга білка становить 140 амінокислот, а молекулярна маса — 15 565.
| 10         |  | 20         |  | 30         |  | 40         |  | 50         |
| ---------- |  | ---------- |  | ---------- |  | ---------- |  | ---------- |
| MIDQLQGTWK |  | SISCENSEDY |  | MKELGIGRAS |  | RKLGRLAKPT |  | VTISTDGDVI |
| TIKTKSIFKN |  | NEISFKLGEE |  | FEEITPGGHK |  | TKSKVTLDKE |  | SLIQVQDWDG |
| KETTITRKLV |  | DGKMVVESTV |  | NSVICTRTYE |  | KVSSNSVSNS |  |            |

A: Аланін

C: Цистеїн

D: Аспарагінова кислота

E: Глутамінова кислота

F: Фенілаланін

G: Гліцин

H: Гістидин

I: Ізолейцин

K: Лізин

L: Лейцин

M: Метіонін

N: Аспарагін

P: Пролін

Q: Глутамін

R: Аргінін

S: Серин

T: Треонін

V: Валін

W: Триптофан

Задіяний у такому біологічному процесі, як транспорт. 
Білок має сайт для зв'язування з ліпідами. 